# Тео Ю
Ким Чи Хун (кор. 김치훈; род. 11 апреля 1981 года, Кёльн, Западная Германия), также профессионально известный как Тео Ю — южнокорейский актёр немецкого происхождения. Он исполнил роль Виктора Цоя в музыкальном фильме «Лето» (2018) и получил наибольшее признание после роли в романтическо-драматическом фильме «Прошлые жизни» (2023), за которую получил номинацию на премию BAFTA в 2024 году в категории «Лучшая мужская роль». В 2024 году был приглашен стать членом Академии кинематографических искусств и наук. Лауреат премии «Голубой дракон» в категории «Лучший новый актёр».

## Ранняя жизнь и образование
Тео Ю родился в Кельне, Германия. Его отец был шахтером, а мать - медсестрой. После окончания средней школы в Германии он поступил в Институт театра и кино Ли Страсберга в Нью-Йорке, а затем в Королевскую академию драматического искусства в Лондоне, чтобы изучать актерское мастерство. Он свободно владеет немецким, английским и корейским языками.

## Личная жизнь
В 2007 году он женился на художнице Никки С. Ли. Они живут в Сеуле, Южная Корея.

## Фильмография

### Кино
| Год  | Название                  | Роль          | Примечание                    | Ист.   |
| ---- | ------------------------- | ------------- | ----------------------------- | ------ |
| 2003 | Ким Бап                   | Ким           | короткометражный фильм        |        |
| 2004 | Граница Бруклина          | Томми Ву      |                               |        |
| 2006 | День-ночь, день-ночь      | Водитель      |                               |        |
| 2009 | Актрисы                   | Эмили         |                               |        |
| 2010 | Невинный, Когда Ты Спишь  | Густав Зерга  | Короткометражный фильм        |        |
| 2012 | Вымышленная любовь        | Секретарь     |                               |        |
| 2012 | Шанхайские незнакомцы     | Любовник      | Короткометражный фильм        |        |
| 2012 | Кодовое имя: Шакал        | Усы           |                               |        |
| 2014 | Один на один              | Тень          |                               |        |
| 2015 | В поисках Сеула           | Клаус Ким     |                               |        |
| 2015 | Равные                    | Питер         |                               |        |
| 2015 | Ты называешь это страстью | Джей          |                               |        |
| 2016 | Похищение биткоинов       | Томас         |                               |        |
| 2017 | Момент                    | Мистер Ким    | Тайский фильм                 |        |
| 2017 | ТВ виолончель             | Нам Джун Пайк | Короткометражный фильм        |        |
| 2018 | Лим                       | Teo           | Короткометражный фильм        |        |
| 2018 | Лето                      | Виктор Цой    |                               |        |
| 2019 | Головокружение            | Ли Джин Су    |                               |        |
| 2019 | Грязные деньги            | Стив Юнг      | Специальное появление         |        |
| 2020 | Залог                     | Ю Док Хва     |                               |        |
| 2021 | Новогодний блюз           | Ре Хван       |                               |        |
| 2021 | Залечь на дно в Бельгии   |               | Режиссер, сценарист, монтажер | [ 13 ] |
| 2022 | Решение уйти              | Директор Ли   | Специальное появление         | [ 14 ] |
| 2023 | Прошлые жизни             | Хэ Сон        | Американский фильм            | [ 15 ] |

### Телевидение
| Год  | Название                   | Роль      | Примечание                        | Ист.   |
| ---- | -------------------------- | --------- | --------------------------------- | ------ |
| 2019 | Хроники Асдаля             | Рагаз     | Камео                             |        |
| 2019 | Бродяга                    | Джером    |                                   |        |
| 2019 | Шоколад                    | Квон Мин  |                                   |        |
| 2020 | Игра на деньги             | Юджин Хан |                                   |        |
| 2021 | Drama Stage: Прокси-эмоции | Ю Джэ Хо  | 4 сезон; драма в одном действии   | [ 16 ] |
| 2021 | Окно                       | Чо Чжэ Ен | Совместная японско-немецкая драма | [ 17 ] |

### Веб-сериалы
| Год  | Название                    | Роль         | Ист.   |
| ---- | --------------------------- | ------------ | ------ |
| 2016 | The Cravings                | Teo          |        |
| 2020 | Школьная медсестра Ан Ын Ён | Маккензи     |        |
| 2021 | Доктор Брейн                | Секретарь Юн | [ 18 ] |
| 2023 | Любовная битва              | Nam Kang-ho  | [ 19 ] |
| TBA  | The Baddest Boy             |              | [ 20 ] |
| TBA  | Рекрут 2                    | Чан Гюн      | [ 21 ] |

### Телешоу
| Год  | Название                | Роль                    | Примечание  | Ист.          |
| ---- | ----------------------- | ----------------------- | ----------- | ------------- |
| 2017 | Buzzer Beater           | Член актёрского состава | 1-8 эпизоды |               |
| 2021 | Таверна для новобрачных | Член актёрского состава | 1-9 эпизоды | [ 22 ] [ 23 ] |

### Появление в музыкальных видео
| Год  | Название песни | Артист      | Ист. |
| ---- | -------------- | ----------- | ---- |
| 2017 | «Courting»     | Lena Park   |      |
| 2018 | «Our Last Day» | Noel        |      |
| 2020 | «Tender Love»  | Ким Джэджун |      |

## Дискография

### Синглы
| Название       | Год  | Альбом                      |
| -------------- | ---- | --------------------------- |
| «Overwhelming» | 2021 | Залечь на дно в Бельгии OST |

## Награды и номинации
| Награда                             | Год  | Категория                         | Работа                  | Результат | Ист.          |
| ----------------------------------- | ---- | --------------------------------- | ----------------------- | --------- | ------------- |
| Премия BAFTA                        | 2024 | Лучшая мужская роль               | Прошлые жизни           | Номинация | [ 24 ]        |
| Премия «Голубой дракон»             | 2021 | Лучший новый актёр                | Головокружение          | Победа    | [ 25 ] [ 26 ] |
| Ассоциация кинокритиков Чикаго      | 2023 | Лучшая мужская роль               | Прошлые жизни           | Номинация |               |
| Ассоциация кинокритиков Чикаго      | 2023 | Самый многообещающий исполнитель  | Прошлые жизни           | Номинация |               |
| Chunsa Film Art Awards              | 2020 | Лучший новый актёр                | Головокружение          | Номинация |               |
| Премия «Независимый дух»            | 2024 | Лучшая главная роль               | Прошлые жизни           | Номинация |               |
| Korea Arts and Culture Awards       | 2021 | Отдел кинематографии              | Отдел кинематографии    | Победа    | [ 27 ]        |
| Korea Cultural Entertainment Awards | 2018 | Лучший новый актёр                | Лето                    | Победа    |               |
| Marie Claire Asia Star Awards       | 2023 | Награда «Звезда Азии»             | Прошлые жизни           | Победа    | [ 28 ]        |
| Marie Claire Film Festival          | 2023 | Marie Claire Award                | Залечь на дно в Бельгии | Победа    | [ 29 ]        |
| Starpics Thai Film Awards           | 2017 | Лучшая мужская роль второго плана | Момент                  | Победа    | [ 30 ]        |

### Списки
| Год  | Издатель | Список            | Место   | Ист.   |
| ---- | -------- | ----------------- | ------- | ------ |
| 2021 | GQ Korea | Мужчина года 2021 | Включен | [ 31 ] |

## Внешние ссылки
Тео Ю на сайте Instagram